# Anonimato

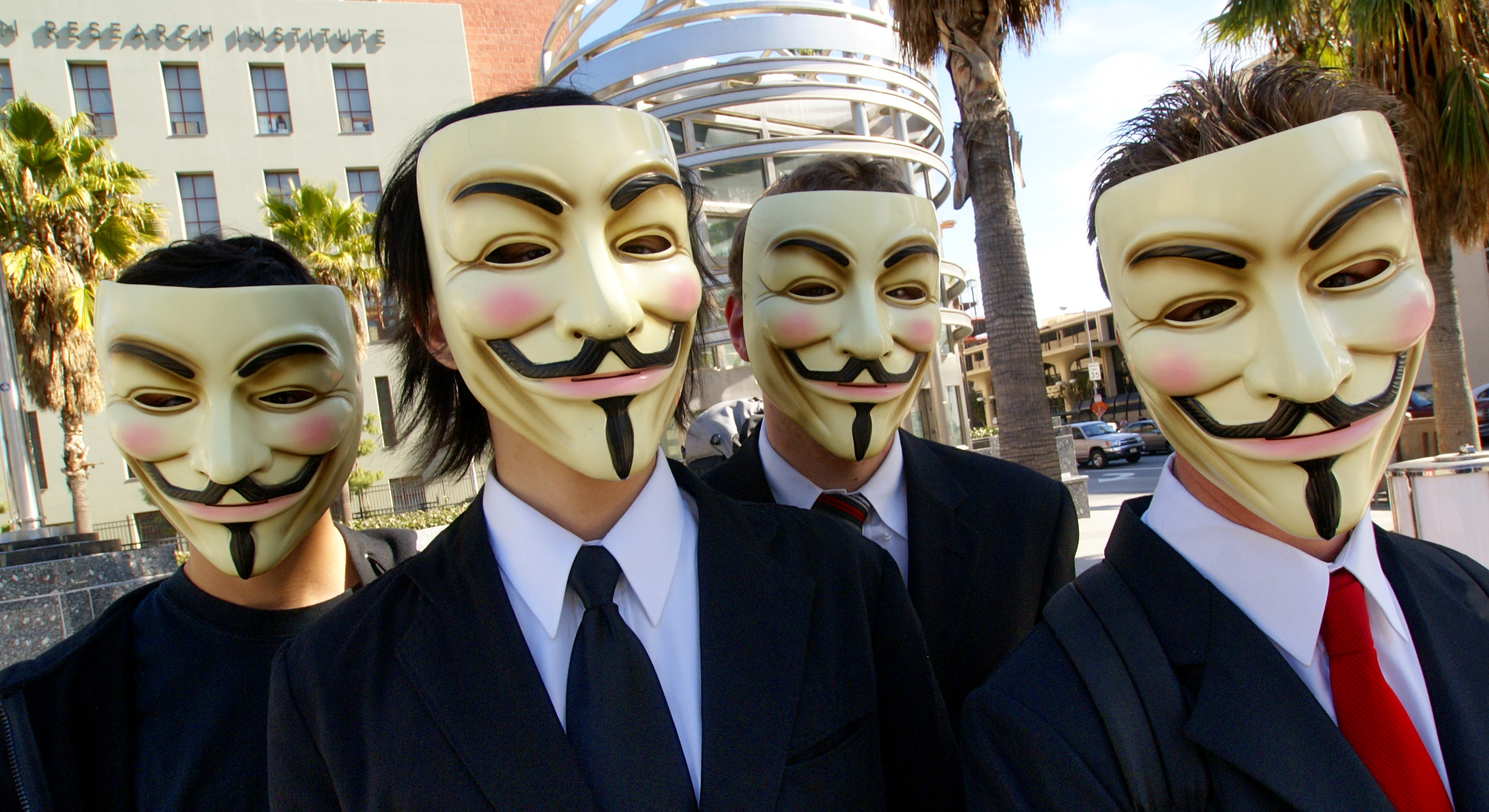
Anónimos junto à Cientologia em Los Angeles, nos EUA

O anonimato é a qualidade ou condição de alguém ou algo ser anónimo, ou seja, não identificado por nome ou assinatura. O termo deriva do grego antigo ἀνωνυμία (anōnymía), que significa literalmente «sem nome».
Com o desenvolvimento das telecomunicações e, em especial, com a disseminação da Internet, o anonimato passou também a designar o acto de ocultar intencionalmente a identidade perante terceiros — seja em comunicações escritas, participações públicas ou interacções digitais.
O anonimato pode ocorrer em diversas circunstâncias:
- Quando se trata de um acontecimento ou de uma obra antiga, cuja autoria já não é possível determinar;
- Quando o autor de um acto ou obra opta deliberadamente por não revelar a sua identidade.

O anonimato não é necessariamente absoluto — pode ser parcial. Por exemplo, se apenas três pessoas (Maria, Manuel e Joaquim) possuem as chaves de um cofre, e o cofre é roubado com recurso a uma chave, então o autor do roubo permanece anónimo, ainda que se saiba que foi forçosamente um dos três.
Outro exemplo é o de uma obra pseudónima: conhece-se o nome apresentado como autor (o pseudónimo), mas pode não ser possível associá-lo a uma pessoa real e identificável.

## Etimologia
A palavra «anónimo» entrou na língua portuguesa vinda do latim tardio anonymus, que, por sua vez, deriva do grego antigo ᾰ̓νώνῠμος (anṓnumos), que significa literalmente sem nome. Esta palavra grega é formada pelo prefixo ἀν- (an-, com o sentido de “não” ou “sem”) e por ὄνῠμᾰ (ónuma), uma variante dialetal — própria dos dialetos eólico e dórico — de ὄνομᾰ (ónoma), que significa nome.
Em português, o termo «anónimo» é usado para descrever algo ou alguém cuja identidade é desconhecida ou que não é revelada. Historicamente, a noção de anonimato sempre teve um peso significativo: desde os autores medievais que não assinavam as suas obras por humildade ou por imposição cultural, até aos textos populares transmitidos oralmente, cuja autoria se perdeu com o tempo.
Com o tempo, o conceito de anonimato ganhou novos contornos. Nos dias de hoje, pode estar ligado tanto à protecção da privacidade como à liberdade de expressão — especialmente no mundo digital, onde muitos optam por permanecer anónimos para se exprimirem sem receio de represálias. No entanto, ser anónimo também pode ter um lado controverso, pois a ausência de nome pode servir tanto à honestidade como à irresponsabilidade.
Assim, a palavra «anónimo», que nasceu da simples ideia de «sem nome», transporta, atualmente, consigo uma carga cultural e filosófica complexa, refletindo a eterna tensão entre identidade e invisibilidade, entre presença e silêncio.

## Ocultação de identidade e protecção de dados
Muitos países permitem aos cidadãos ocultar a sua identidade como parte do direito à privacidade, desde que os actos cometidos não sejam ilegais. No Brasil, a Constituição Federal (1988) veda expressamente o anonimato .
De facto, a legislação brasileira sobre a protecção de dados proíbe o uso ou armazenamento de dados pessoais, como o nome ou endereço, origem racial ou étnica, convicção religiosa, opinião política, filiação a sindicato ou a organização de caráter religioso, filosófico ou político, dado referente à saúde ou à vida sexual, dado genético ou biométrico, quando vinculado a uma pessoa natural; contra a vontade da pessoa, sendo possível exigir a eliminação dessa informação de uma base de dados (a lei prescreve a maneira de o fazer).

## Anonimato na internet
A maioria dos comentários na Internet é feita essencialmente de forma anônima, através do uso de pseudônimos. Enquanto tais pseudônimos podem identificar seus donos, frequentemente não o fazem, deixando o autor anônimo e, segundo a Universidade de Estocolmo, criando maior liberdade de expressão e menores consequências. A Wikipedia é escrita colaborativamente principalmente por autores que ou usam pseudônimos não identificáveis ou usam apenas seus endereços IP, embora alguns usem pseudônimos identificáveis ou seu verdadeiro nome.
Anonimato total na Internet, entretanto, não é garantido, já que os endereços IP, a princípio, podem ser rastreados e associados ao computador através do qual o conteúdo de uma mensagem ou site foi alterado (embora não identifique diretamente o usuário). Serviços de ocultação de identidade, como o I2P, Freenet e The Onion Router dificultam o rastreamento do endereço IP, utilizando tecnologias de computação distribuída e encriptação , o que pode garantir maior segurança que um serviço onde um ponto central exista.
Outro método utilizado para dificultar o rastreamento são os VPN e proxys. Essas tecnologias permitem que o tráfego passe por outro computador antes de se comunicar com o destinatário, revelando um IP que não corresponde ao do usuário. Embora seja possível rastrear a origem, é um método bastante utilizado para burlar restrições de sites em escolas ou até mesmo em países, como no caso do YouTube, que teve seu acesso restringido durante o caso de Daniela Cicarelli.

## Direitos autorais
No Brasil e em Portugal, uma obra de autor anónimo está sob direito autoral até 31 de Dezembro do ano em que completa 70 anos da sua publicação. Caso o autor seja revelado e a obra tenha sido publicada em vida do mesmo, o direito autoral é estendido até 31 de Dezembro do ano em que completa 70 anos da morte do autor. Verifica-se assim a situação de uma obra poder ter entrado em domínio público e vir a ser retirada por revelação do(s) autor(es).